# Millau
Millau é uma cidade e comuna ao sudoeste da França. pertence ao departamento de l'Aveyron e à região de Occitânia. Em occitano, a língua do Languedoc, se usa também Milhau.

## Características
Millau é voltada para o turismo, a produção de vinhos é renomada. A inauguração do Viaduto Millau em 2004 trouxe nova fama à região.

## Personalidades
- Ricardo II de Millau foi Visconde desta localidade e de Rodez